# Koceljeva
Koceljeva (Servisch: Коцељева) is een gemeente in het Servische district Mačva.
Koceljeva telt 15.636 inwoners (2002). De oppervlakte bedraagt 257 km², de bevolkingsdichtheid is 60,8 inwoners per km².

## Plaatsen in de gemeente
| - Batalage - Brdarica - Bresnica - Galović - Goločelo - Gradojević - Donje Crniljevo - Draginje - Družetić | - Zukve - Kamenica - Koceljeva - Ljutice - Mali Bošnjak - Svileuva - Subotica - Ćukovine |